# Akzessist
Ein Akzessist (auch: Accessist, Akzeßist) war in der Frühen Neuzeit und bis weit in das 19. Jahrhundert hinein die Bezeichnung für einen Berufsanfänger in der Verwaltung oder der Justiz.
Ein Akzessist hatte einen einschlägigen Universitätsabschluss, in der Regel in Rechtswissenschaft, und begann eine Karriere im Staatsdienst, vergleichbar mit dem heutigen Assessor. Das Eingangsamt des Akzessisten war allerdings nicht besoldet und ein Akzessist so auch Anwärter auf eine besoldete Stelle. Der Akzessist arbeitete aber bereits in vollem Umfang in einer Behörde oder einem Gericht mit. In der Regel wurde dem Titel des Akzessisten noch die Bezeichnung der Einrichtung vorangestellt, bei der er arbeitete, also etwa „Regierungsakzessist“ oder „Landgerichtsakzessist“. Besonders üppig geraten war die Bezeichnung „Hofgerichtssekretariatsakzessist“.